# Résidence Rose de Cherbourg
Résidence Rose de Cherbourg, früher auch Résidence Campuséa genannt, ist der Name eines hohen Wohngebäudes im Pariser Vorort Puteaux in der Bürostadt La Défense. Der Baubeginn erfolgte im Oktober 2016. Fertiggestellt wurde das Gebäude im Jahr 2018. Der Wohnturm verfügt über 10.468 m², verteilt auf 22 Etagen. Bei den Wohnungen handelt es sich um 403 Studentenappartements. Im Erdgeschoss sind darüber hinaus Läden zu finden. Im Zuge der Aufwertung des Secteur de la Rose de Cherbourg wurde nebenan von 2018 bis 2022 der 220 Meter hohe Büroturm Tour Hekla errichtet.
Die Baukosten werden auf 38 Millionen Euro geschätzt.
Das Gebäude ist mit der Métrostation La Défense und dem Bahnhof La Défense an den öffentlichen Nahverkehr im Großraum Paris angebunden.